# Baïgorry-Ossès
Pour les articles homonymes, voir Baïgorry et Ossès.
Baïgorry-Ossès ou Baigorri-Ortzaize en basque, est un pays historique de la province basque de Basse-Navarre, dans le département des Pyrénées-Atlantiques.

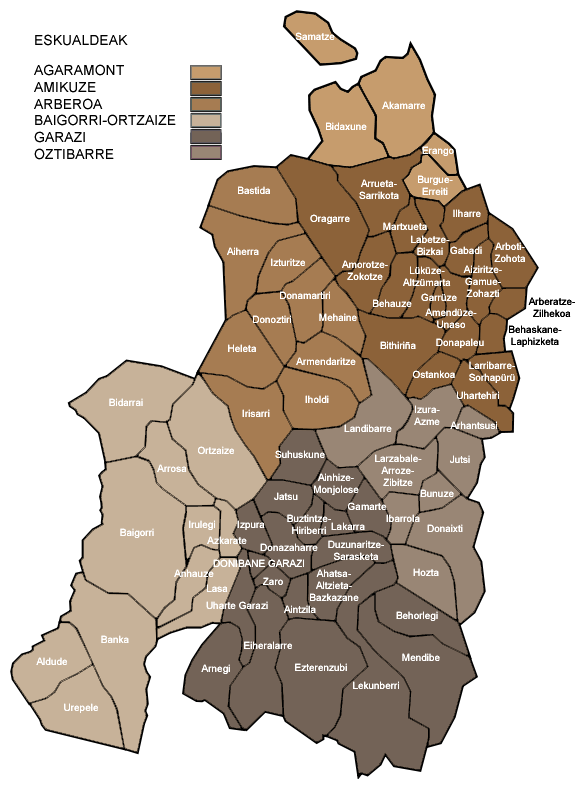
Pays historique de Baigorri-Ortzaize

Blason de la Navarre

## Régions limitrophes
- au nord Labourd
- au nord-est Arberoue
- à l'est, le Pays de Cize
- à l'ouest la vallée de Baztan (Navarre)

## Communes
Vallée des Aldudes
- Aldudes
- Anhaux
- Ascarat
- Saint-Étienne-de-Baïgorry (ville principale)
- Banca
- Irouléguy
- Lasse
- Urepel

Vallée d'Ossès
- Saint-Martin-d'Arrossa
- Bidarray
- Ossès[1]

## Pays historiques de Basse-Navarre
- Agramont (Agaramont)
- Pays de Mixe (Amikuze)
- Arberoue (Arberoa)
- Baïgorry-Ossès (Baigorri-Ortzaize)
- Pays de Cize (Garazi)
- Ostabarret (Oztibarre)[2]